# Lucky Luke (Semic)
Pour les articles homonymes, voir Lucky Luke (homonymie).
Lucky Luke était un magazine mensuel de bande dessinée publié par les éditions Semic France qui n'a connu que 8 numéros, de juin 1994 à janvier 1995,, sous-titrées « l’homme qui tire plus vite que son ombre », comportant essentiellement la reprise d'histoires courtes de Lucky Luke, des Dalton et de Rantanplan produites par le studio Ortega de 1993 à 1994 pour l'éditeur allemand Bastei-Verlag (de).
En 1995, la plupart de ces histoires courtes sont reprises dans des albums offerts par les stations-service Esso : « Mac chez les Indiens », « Un cheik au Far West » et « Lucky Luke se marie ».